# Sieben Legenden

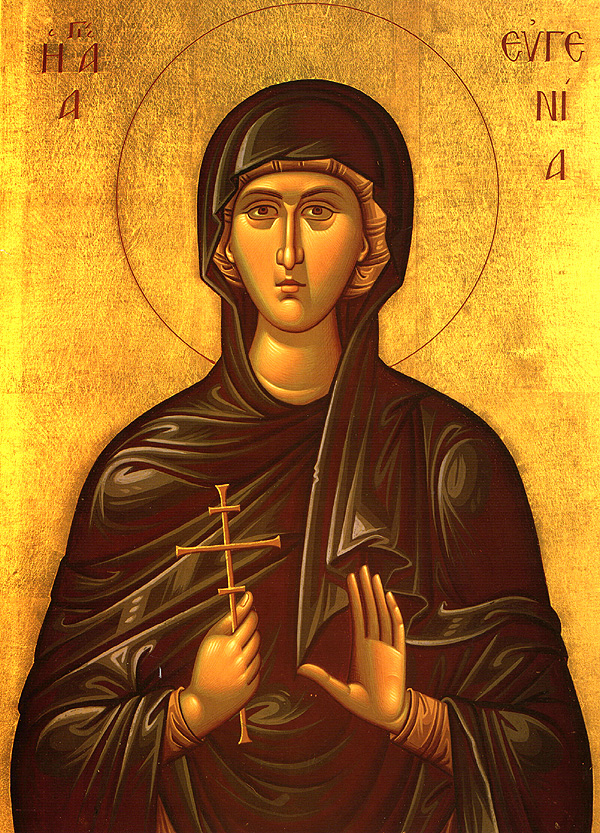
Die heilige Eugenia, griechische Ikone

Die Sieben Legenden sind ein Novellenzyklus von Gottfried Keller, erstveröffentlicht 1872, aber bereits in der Berliner Zeit des Autors entworfen. Das schmale Werk begründete Kellers Ruhm in Deutschland, war jedoch auch umstritten: Theodor Fontane fand es abscheulich, weil es die natürliche Schlichtheit der Legendenform verderbe, Eduard Mörike war hingerissen.
Gemeinsam ist den Legenden, dass in ihrem Mittelpunkt die Jungfrau Maria steht, allerdings in einer Ausdeutung und Gestalt, die sowohl von katholischer wie evangelischer Auffassung und Dogmatik weit entfernt ist. Sie wird darin zur
„magna mater der irdischen und Geschlechterliebe (amor), eine Schwester von Juno und Venus und dergestalt eine synkretistische Mischgottheit, in der Heidnisches und Christliches zu einer weiblichen Dreifaltigkeit der Liebe verschmelzen oder, wie man auch gesagt hat, zur postchristlichen Mutter Erde.“

## Sieben Legenden

### Eugenia
Eugenia, ein „feines Römermädchen“ in Alexandria, wird durch eifriges Studium zu einem „Blaustrümpfchen“ und weist die Werbung des jungen Aquilinus ab, indem sie die Bedingung stellt, dass er ihr „Geistesleben und Streben versteht und ehrt und an demselben teilnimmt.“ Psalmworte aus einem Kloster bekehren sie zum Christentum, sie zieht männliche Kleider an, wird in das Kloster aufgenommen und bald zu dessen Abt. Als Eugenia hört, dass Aquilinus zu ihrem Gedächtnis ein sie darstellendes Marmorbild hat aufstellen lassen, geht sie bei Nacht hin, um es mit einem Hammer zu zerschlagen. Als sie aber sieht, wie Aquilinus kommt und es küsst, versagen ihr die Kräfte. Eine Witwe hat sich in den schönen Abt verliebt, bestellt ihn (sie) zu sich unter dem Vorwand, krank zu sein. Als Eugenia ihre glühenden Liebesschwüre entrüstet zurückweist, rächt sich die Witwe nach dem Vorbild der Frau des Potifar: Sie schreit um Hilfe, als habe der Abt sie vergewaltigen wollen. Eugenia wird verhaftet und könnte zum Tode verurteilt werden. Sie erreicht aber ein Gespräch mit Aquilinus, der inzwischen Konsul ist, enthüllt ihm ihr Geheimnis – und er bringt sie auf sein Landhaus in Sicherheit, nachdem er die Menge mit der Behauptung beruhigt hat, der Abt sei ein Dämon gewesen, der jetzt entschwunden sei. Aquilinus vermählt sich mit ihr, und als ihr Haupthaar wieder gewachsen ist, führt er sie nach Alexandria zurück. Er bringt sie „mit Erfindung einer geschickten Fabel“ zu ihren erstaunten Eltern, feiert „eine glänzende Hochzeit“ und wird von Eugenia zum Christentum bekehrt.

### Die Jungfrau und der Teufel
Ein wohlhabender Graf gerät durch allzu große Mildtätigkeit in Schulden und Not und versetzt dem Teufel, der ihm in Gestalt eines Feuer aus den Augen sprühenden Fährmanns erscheint, Bertrade, seine Frau, wenn er nur wieder genug Gold hat. Er findet unter Bertrades Kopfkissen ein Buch, aus dem Goldstücke fallen, wenn er darin blättert. Als er verabredungsgemäß seine Gattin dem Teufel ausliefern will, kommen sie an einem Kirchlein vorbei, in dem Bertrade vor einem „eigentümlich anmutigen Marienbild“ ihr Gebet verrichtet. Sie fällt in tiefen Schlaf, die Jungfrau springt vom Altar, nimmt Bertrades Gestalt an, setzt an der Seite des Grafen Gebizo den Weg fort und wird von ihm dem Teufel übergeben, der sie in Gestalt eines schwarzen Ritters erwartet an einem eigens für dieses Treffen von ihm geschaffenen Brunnen:
Der Brunnen aber bestand aus einer großen runden Schale, in welcher einige Teufel in der Weise, wie man heutzutage lebende Bilder macht, eine verführerische weiße Marmorgruppe schöner Nymphen bildeten oder darstellten. Sie gossen schimmerndes Wasser aus ihren hohlen Händen, wo sie es hernahmen, wußte nur ihr Herr und Meister; das Wasser machte die lieblichste Musik, denn jeder Strahl gab einen andern Ton und das Ganze schien gestimmt wie ein Saitenspiel. Es war sozusagen eine Wasserharmonika, deren Akkorde alle Süßigkeiten der ersten Mainacht durchbebten und mit den reizenden Formen der Nymphengruppe ineinanderflossen; denn das lebende Bild stand nicht still, sondern wandelte und drehte sich unvermerkt.
Während der Teufel sich der scheinbaren Bertrade an die Brust wirft als „der ewig Einsame, der aus dem Himmel fiel“, verirrt sich Gebizo auf dem Rückweg und stürzt tödlich in eine Schlucht. Die heilige Jungfrau ringt mit dem Teufel, vermag ihn zwar nicht zu besiegen, demütigt ihn aber und kehrt in ihr Kirchlein zurück. Bertrade erwacht aus ihrem Schlaf, setzt sich auf das draußen wartende Pferd, kehrt heim und lässt Gebizo, für den alle Liebe „aus ihrem Herzen weggetilgt“ ist, bestatten. Ihre „hohe Gönnerin“ sieht sich deshalb nach einem anderen Mann für sie um, und was sie dafür anstellt, beschreibt die nächste Legende.

### Die Jungfrau als Ritter

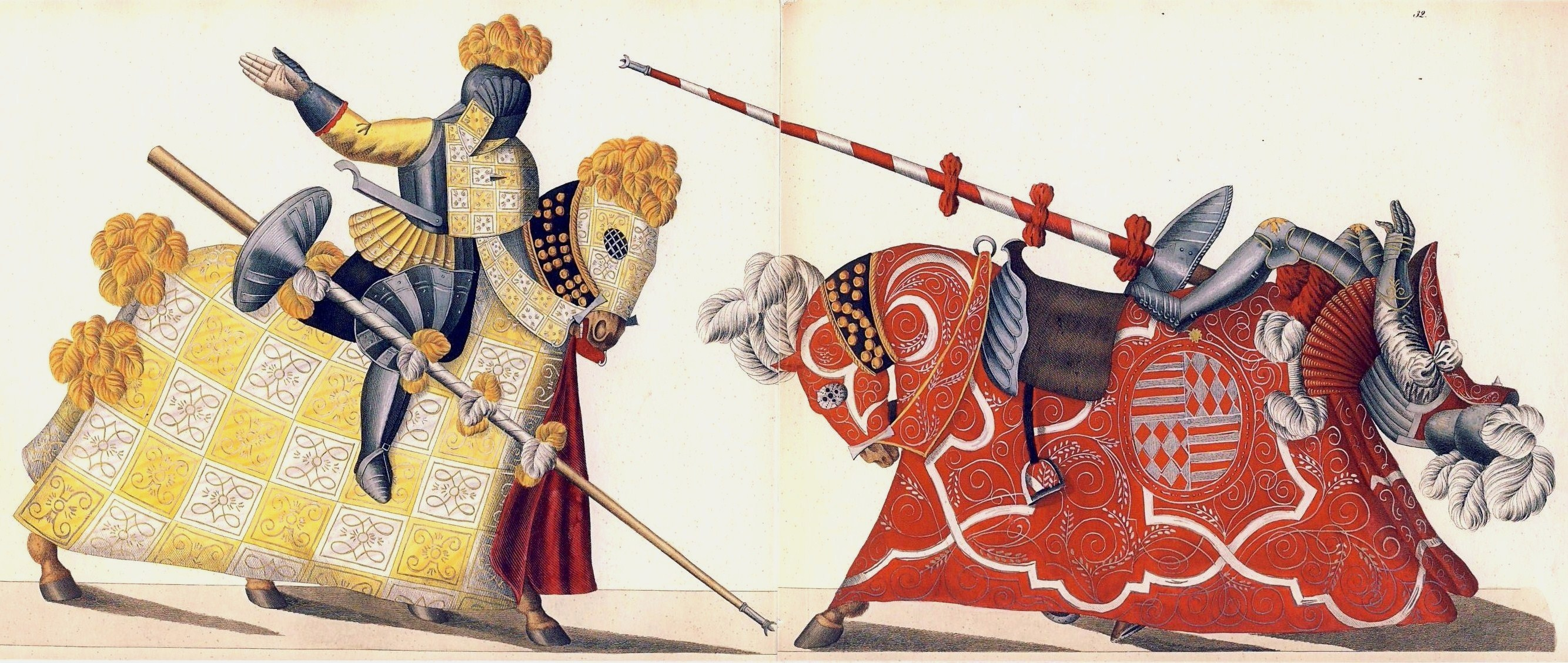
Illustration aus Reibisch: Der Rittersaal, Stuttgart 1842

Der Kaiser hört von der unbemannten Bertrade und schickt den trägen Zauderer Zendelwald als Boten zu ihr, um anzukündigen, dass er sie besuchen und ihr einen neuen Mann besorgen will. Zendelwald verliebt sich in Bertrade, reist aber umgehend wieder ab und kehrt zu seiner Mutter zurück, die ganz im Gegensatz zu ihm sehr tätig und entscheidungsfreudig ist. Als sie hören, dass ein Turnier geplant ist, dessen Sieger die schöne Bertrade bekommen soll, zwingt die Mutter den Sohn, sich an dem Turnier zu beteiligen. Auf dem Weg zur Burg Bertrades kehrt er in eben dem Kirchlein ein, in dem Bertrade schon einmal einen rettenden Schlaf getan hat. Auch Zendelwald entschläft am Altar, die Jungfrau Maria steigt herab, legt seine Rüstung an. Sie besiegt die in ihrer übertriebenen Männlichkeit lächerlichen Ritter „Maus der Zahllose“ und „Guhl der Geschwinde“, und auf dem Hochzeitsbankett tritt der wirkliche Zendelwald unbemerkt an die Stelle seines Ebenbilds, bekennt, was geschehen ist und wird an Bertrades Seite „ein ganzer Mann im Reiche, so dass der Kaiser ebenso zufrieden mit ihm war als seine Gemahlin“.

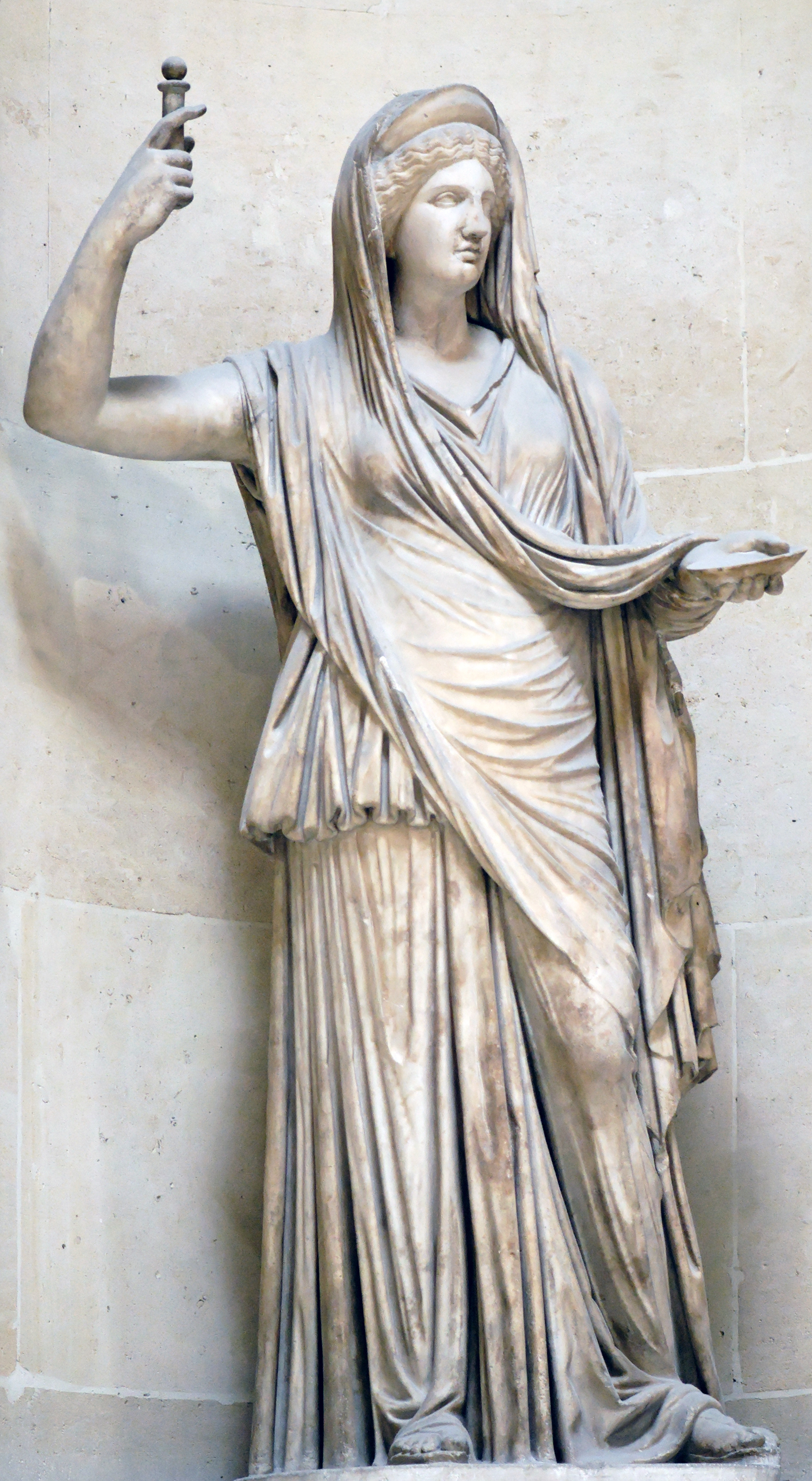
Juno, römische Kopie eines hellenistischen Originals, 2. Jahrhundert v. Chr., Louvre

### Die Jungfrau und die Nonne
Eine Nonne, die als Küsterin in ihrem Kloster arbeitet, gibt eines Tages den Lockungen der Welt nach, legt die Schlüssel ihres Amtes auf den Altar der Heiligen Jungfrau und zieht in die Welt. Diese Welt reduziert sich sehr schnell auf einen Ritter, der, vom Kreuzzug heimkehrend, die obdachlose Beatrix mit auf seine Burg nimmt und zu seiner Geliebten macht. Einmal verwürfelt er sie im Übermut an einen Nachbarn, aber Beatrix kehrt zu ihrem Ritter zurück, woraufhin er sie heiratet und acht Söhne mit ihr hat. Nun hat sie ihren Durst nach Welt gestillt und kehrt ins Kloster zurück, wo ihre Abwesenheit gar nicht bemerkt wurde; denn die Heilige Jungfrau hat ihre Gestalt angenommen und ihren Dienst als Küsterin versehen. Als alle Nonnen zu einem Marienfest Geschenke für die Gottesmutter vorbereiten, fällt Beatrix kein Geschenk ein. Als die Feier aber stattfindet, betritt ein „eiserner Greis“  mit seinen acht erwachsenen Söhnen, die „wie ebenso viel geharnischte Engel anzusehen waren“, das Gotteshaus. Beatrix erkennt sie, schreit auf, eilt zu ihnen, gibt sich zu erkennen und gibt ihr Geheimnis preis: „So musste nun jedermann gestehen, dass sie heute der Jungfrau die reichste Gabe dargebracht.“

### Der schlimm-heilige Vitalis
Vitalis, selbst Mönch, geht in Bordelle und bekehrt Huren durch eifriges Gebet. Dadurch kommt er in Verruf, selbst die Dienste der Huren in Anspruch zu nehmen – aber er bleibt keusch. Eines Tages verliebt sich Jole in ihn, die sittsame Tochter eines Kaufmanns, der in der Nachbarschaft des von Vitalis besuchten Hurenhauses wohnt. Um von ihm besucht zu werden, kauft sie das Haus der Hure und tut so, als sei sie selbst eine. Als er kommt, erklärt sie dem Verblüfften ihre Liebe. Das ist ihm noch nie passiert; er sucht vergeblich Rat im Gebet vor einem „schönen alten Marmorbild der Göttin Juno“, das, „mit einem Heiligenschein versehen, als Marienbild aufgestellt worden war“. Schließlich aber lässt er sich von Jole dazu bewegen, den Mönchshabit mit weltlichen Kleidern zu vertauschen, was zur Folge hat, dass er ihrem Wunsch, bei ihrem Vater um ihre Hand anzuhalten, nachgibt und „jetzt ein ebenso trefflicher und vollkommener Weltmann und Gatte (wurde), als er ein Märtyrer gewesen war.“

### Dorotheas Blumenkörbchen

Die heilige Dorothea von Caesarea mit Blumenkörbchen in einem Stundenbuch um 1440

Die Patriziertochter Dorothea wird von Fabricius, einem „pedantischen Christenverfolger“, umworben, hat sich aber in dessen Geheimschreiber Theophilus verliebt. Dieser hält sich aus Sorge, seinem Herrn in die Quere zu kommen, zurück, und als Dorothea einmal behauptet, eine schön geschnittene Schale, die sie dem heimlich Geliebten zeigt, habe sie von Fabricius bekommen, nimmt Theophilus das für bare Münze und zieht sich völlig zurück, obgleich Dorothea ihn nur durch Eifersucht verliebt machen wollte. Bekümmert sucht das Mädchen Trost im christlichen Glauben ihrer Eltern und provoziert Fabricius, der weiter um sie wirbt, mit der Äußerung, sie habe einen „himmlischen Bräutigam“ gefunden. Als von Rom aus erneute Christenverfolgung befohlen wird, lässt Fabricius Dorothea und ihre Eltern verhaften und foltern. Theophilus hört, dass Dorothea auf einem glühenden Rost liegt, und will sie befreien. Dorothea bezeichnet das Folterwerkzeug jedoch als „die Rosen ihres vielgeliebten Bräutigams“ und blickt voll Seligkeit auf Theophilus. Als die Glut erneut angefacht wird, bittet sie darum, getötet zu werden. Er sieht von ferne das Beil blitzen, mit dem sie getötet wird, und bricht zusammen. Ein kindlicher Engel bringt dem Bewusstlosen ein Körbchen mit Rosen und drei angebissenen Äpfeln, das er beim Erwachen wirklich in Händen hält. Von Sehnsucht ergriffen, geht er zu Fabricius, bekennt sich zu Dorotheas Glauben und wird noch in derselben Stunde geköpft. Der letzte Absatz beschreibt das Miteinander der beiden Liebenden („wie zwei Tauben“) in den Gefilden der Seligen, in denen es aber auch das „kristallene Haus der heiligen Dreifaltigkeit“ gibt, in das sie hineingehen und „gleich Zwillingen unter dem Herzen ihrer Mutter“ entschlafen.

### Das Tanzlegendchen
Musa ist eine so leidenschaftliche Tänzerin, dass sie, wenn sie nicht betet, tanzt, ja, sie tanzt sogar Gebete. Als sie der Heiligen Jungfrau einmal ein Gebet vortanzt, erscheint ihr der König David, tanzt mit ihr und verspricht ihr, sie dürfe im Himmel ewig tanzen, wenn sie nur jetzt auf Erden ganz darauf verzichte. Ihre Zweifel werden von einer himmlischen Melodie besiegt. Sie lebt einsiedlerisch im Garten ihrer Eltern und lässt sich sogar die Füße mit einer Kette zusammenschmieden. Als sie stirbt, verschönt sich die Natur, der Himmel tut sich auf und Musa entschwebt tanzend in die ewige Seligkeit. Diese aber wird ein einziges Mal gestört, als an einem hohen himmlischen Feiertag die neun Musen, welche als heidnische Gottheiten sonst in der Hölle schmachten, gnädiger Weise hinzu geladenen werden. Aus Dankbarkeit stimmen sie einen Gesang an. Dieser klingt aber in den himmlischen Gefilden
so düster, ja fast trotzig und rauh, und dabei so sehnsuchtsschwer und klagend, daß erst eine erschrockene Stille waltete, dann aber alles Volk von Erdenleid und Heimweh ergriffen wurde und in ein allgemeines Weinen ausbracht. Ein unendliches Seufzen rauschte durch den Himmel; bestürzt eilten alle Ältesten und Propheten herbei, indessen die Musen in ihrer guten Meinung immer lauter und melancholischer sangen und das ganze Paradies mit allen Erzvätern, Ältesten und Propheten, alles was je auf grüner Wiese gegangen oder gelegen, außer Fassung geriet. Endlich aber kam die allerhöchste Trinität selber heran, um zum Rechten zu sehen und die Eifrigen Musen mit einem lang hinrollenden Donnerschlage zum Schweigen zu bringen. Da kehrte Ruhe und Gleichmut in den Himmel zurück; aber die armen neun Schwestern mußten ihn verlassen und durften ihn seither nicht wieder betreten.

## Erläuterungen

### Zur Bedeutung
Die Geschichte der kleinen Musa handelt von Kunst und Künstlertum ganz im Sinne der (späteren) Sigmund Freudschen Theorie der Sublimierung, d. h. der Umwandlung der Energie versagter Triebwünsche in geistige Leistungen. Für das Feld der Kunst ist Keller somit bereit, der religiösen Lehre von der himmlischen Glückseligkeit als Lohn für irdische Entsagung ein gewisses Recht zuzugestehen. Ursprünglich wollte er das „Tanzlegendchen“ damit schließen lassen, dass die Jungfrau Maria den neun Musen verspricht, ihnen dauerndes Wohnrecht im Himmel zu verschaffen. Der aktuelle Schluss fiel ihm während eines Orgelkonzertes von Theodor Kirchner in St. Peter (Zürich) ein. Er wiederholt und bestätigt in konzentrierter Form Kellers Haltung zu Kunst und Religion in den Sieben Legenden: Zwar gibt es ohne Entsagung keine Kunst; doch kein Strahlenglanz des Himmels kann den Himmelsbewohnern, soweit sie einmal Menschen waren, die Schönheit des Erdenraumes ersetzen.

### Entstehung und Rezeption
Angeregt zu diesen Novellen wurde Keller durch die in zwei Bänden gesammelten Legenden von Ludwig Gotthard Kosegarten, freilich in einem negativen Sinne: Er entdeckte unter Kosegartens eher „läppisch frömmelnden“ Texten eine „ehemals mehr profane Erzählungslust“ (Vorwort Kellers), der er sich unbekümmert hingab.
Gottfried Keller, durch die Begegnung mit Ludwig Feuerbachs religionskritischer Philosophie zum Verzicht auf den Glauben an Gott und an die Unsterblichkeit der Seele bekehrt, sah in der konsequenten Diesseitigkeit keine Verarmung: „Für mich ist die Hauptfrage die: wird die Welt prosaischer und gemeiner nach Feuerbach? Bis jetzt muss ich des bestimmtesten antworten: Nein! im Gegenteil, es wird alles klarer, strenger, aber auch glühender, sinnlicher.“ In seinem Werk unternahm der Dichter den Versuch, die Poesie der Bevormundung durch die Religion zu entziehen. Nicht ohne Grund werden deshalb die Sieben Legenden als Schlüsselwerk der Kellerschen Erzählkunst bezeichnet. Psychoanalytisch versierte Interpreten verstehen sie als Musterbeispiele einer Poesie der Wunscherfüllung und verweisen auf der Umstand, dass der in Liebes- und Heiratsangelegenheiten stets vom Unglück verfolgte Dichter in seinen Legenden Ehe um Ehe stiftet.
Von den Sieben Legenden erschienen mehrere illustrierte Ausgaben mit Originalgraphiken, neben Lithographien von Fritzi Löw (1919) z. B. auch Radierungen von Gustav Traub (1920).

## Texte

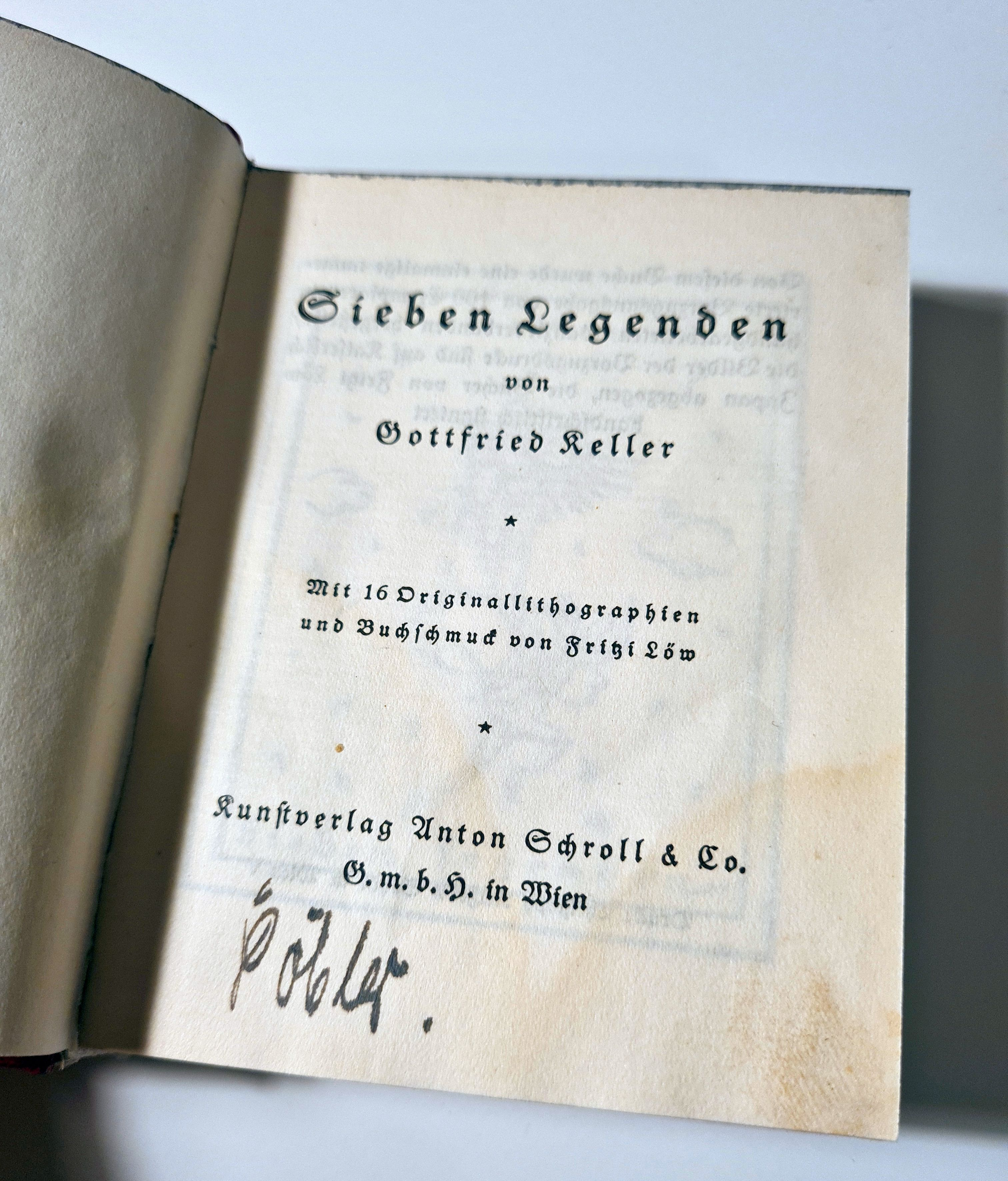
Titelblatt der Sieben Legenden. Kunstverlag Anton Schroll, Wien 1919

- Gottfried Keller: Sieben Legenden. Göschen, Stuttgart 1872 (Digitalisat und Volltext im Deutschen Textarchiv)
- Gottfried Keller: Sieben Legenden. In: Jonas Fränkel (Hrsg.): Gottfried Keller: Sämtliche Werke. Bd. 10. Benteli Verlag, Bern 1945 (Editorische Notizen Fränkels: S. 348–381).
- Gottfried Keller: Sieben Legenden. Reclam TB, 1986, ISBN 978-3-15-006186-2

## Sekundärliteratur
- Albert Leitzmann: Die Quellen zu Gottfried Kellers „Legenden“. Niemeyer Verlag, Halle 1919 (Quellenschriften zur neueren deutschen Literatur; 8).
- Arthur Henkel: Gottfried Kellers „Tanzlegendchen“ (Göttinger Antrittsvorlesung 1955, aktualisiert). In: Hartmut Steinecke (Hrsg.): Zu Gottfried Keller. Stuttgart 1984, ISBN 3-12-398200-9, S. 108–121.
- Peter von Matt:  Ein Traumspiel des bürgerlichen Erzählens – Gottfried Keller. In: Sieben Küsse – Glück und Unglück in der Literatur. Hanser, 2017.
- Adolf Muschg: Gottfried Keller. 4. Auflage, Kindler Verlag, München 1977, ISBN 3-463-00698-7.
- Wolfgang Riedel: Das Wunderbare im Realismus (Droste, Gotthelf, Keller, Storm). In: Sabine Schneider, Barbara Hunfeld (Hrsg.): Die Dinge und die Zeichen. Dimensionen des Realistischen in der Erzählliteratur des 19. Jahrhunderts; für Helmut Pfotenhauer. Verlag Königshausen & Neumann, Würzburg 2008, ISBN 3-8260-3717-0, S. 73–94.

## Oper
- Johannes Driessler: Claudia amata, lyrische Oper op. 17, Uraufführung 1952 in Münster, Text von Bettina Brix, frei nach Kellers Eugenia (Sieben Legenden)
- Riccardo Zandonai: Il bacio (1942–44). Opera lirica in 3 Akten, op. 13. Libretto: Arturo Rossato und Emidio Mucci (nach Kellers Eugenia). Uraufführung: 1954 in Mailand